# Кирил Войнов
Кирил Михайлов Войнов е български инженер, пожарникар, офицер, генерал-майор от МВР.

## Биография
Роден е на 10 декември 1950 г. в софийското село Дръмша. През 1970 г. завършва Школата за запасни офицери. От 1971 г. е помощник-командир на взвод към Министерството на народната отбрана. През 1975 г. започва работа като командир на взвод към Столичната служба за противопожарна охрана, която по това време е част от МВР. От 1977 до 1981 г. специализира в Москва и завършва като инженер по пожарна техника и безопасност. В периода 1981 – 1985 г. е заместник началник-щаб на противопожарен батальон към служба „Противопожарна охрана“, а от 1985 до 1992 г. е заместник началник-щаб на службата. От 1992 до 1993 г. е заместник-декан на факултет „Противопожарна охрана“ към ВИПОНД-МВР. На 9 юни 1994 г. е майор Войнов е назначен за директор на Националната служба за противопожарна охрана. На 27 юни 2003 г. е удостоен със звание генерал-майор от МВР. Отстранен е през 2006 г. от Румен Петков по обвинения в злоупотреба със служебно положение и нарушаване на дисциплината, но през февруари 2007 г. е оправдан. През 2015 г. е избран от Бойко Борисов за съветник. От 2017 г. е зам.-председател на Държавна агенция за метрологичен и технически надзор (ДАМТН). Почива на 16 юли 2021 г. в София. Почетен гражданин на Ихтиман. Награждаван е с Почетен знак на МВР – I ст. и почетен знак „Златно сърце“ и Златен почетен знак на ДАМТН – II ст.